# Římskokatolická farnost Most – extra urbem
Římskokatolická farnost Most – extra urbem (lat. Pontum, Brüx – extra urbem) je zaniklá církevní správní jednotka sdružující římské katolíky ve Střimicích a okolí. Organizačně spadala do krušnohorského vikariátu, který je jedním z deseti vikariátů litoměřické diecéze.

## Historie farnosti
Do období josefínských reforem náleželo území farnosti mostecké křižovnické komendě. Farnost byla kanonicky zřízena od roku 1791. Od roku 1792 jsou vedeny matriky.
Farnost existovala do 31. prosince 2012 jako součást mosteckého farního obvodu. Od 1. ledna 2013 zanikla sloučením do farnosti – děkanství Most – in urbe.

### Duchovní správcové vedoucí farnost
Začátek působnosti jmenovaného v duchovní správě farnosti od roku:
- 1793 protopar. (prvo-farář) Jos. Gerhart O. Cr.
- 1800 Jos. Beer O. Cr., † 12.12.1807
- 1809 Anton. Graebner O. Cr.
- 1812 Thom. Krombholtz O. Cr.
- 1816 chybí katalog
- 1817 Ioan. Huber O. Cr., n. 6.11.1750 Viennens (Rak.), o. 24.9.1774, † 28.3.1827
- 1828 Joan Tschamler O. Cr., n. 30.10.1780 K. Vary, o. 15.8.1804
- 1834 Jos. Meisl O. Cr., n. 14.11.1792 Trubschicens., o. 3.10.1815
- 1835 Emman. Fronek O. Cr., n. 3.9.1782 Wissopol., o. 1.9.1805
- 1838 par. vacat, cap. Jos. Meisl O. Cr.
- 1839 Joan. Wawrausch O. Cr., n. 16.7.1770 Liban., o. 11.10.1795, † 20.5.1844
- 1845 Anton. Wagner O. Cr., n. 5.6.1788 Kaidlingens. (Mor), o. 17.8.1812, † 11.4.1852
- 1853 Wenc. Seifert O. Cr., n. 27.7.1793 Brandaviens., o. 18.8.1817, † 2.6.1876
- 1877 Joann. Nep. Mayer O. Cr., n. 1.5.1803 Röhrsdorf, o. 15.8.1829, † 19.2.1888
- 1880 Joann. Hrdliczka O. Cr., n. 24.6.1805 Smečna, o. 20.7.1830, † 12.9.1888
- 1889 Car. Černík O. Cr., n. 11.4.1820 Pardubic., o. 29.7.1845
- 1896 Franc. Smolík O. Cr., n. 1.12.1861 Ouřiňoves, o. 5.7.1885
- 1897 Friedr. Zickler O. Cr., n. 31.5.1825 Michaelsberg, o. 29.7.1849, † 11.3.1902
- 1900 Joann. Würl O. Cr., n. 7.5.1838 Pirkau, o. 2.8.1863, † 7.11.1925
- 1903 Jos. Zwittlinger O. Cr., n. 16.2.1846 Woiden, o. 13.7.1873, † 17.6.1904
- 1905 par. vacat, admin. interc. Jos. Mařík
- 1906 Jos. Umlauf O. Cr., n. 17.12.1848 Bohemo-Petersdorf, o. 19.7.1874, † 8.7.1924
- 1924 par. vacat, admin. interc. Otto Jos. Hlawitschka
- 1925 Jos. Zika O. Cr., n. 19.2.1853 Prag, o. 15.7.1877
- 21.8.1928 Rud. Čapek O. Cr., n. 20.10.1865 Deutschbrod, o. 4.7.1889
- 1.4.1953 Václav Truxa O. Cr.
- 15.9.1957 Jaroslav Knespl
- 21.11.1976 Radim Hložánka
- 1.6.1977 Jan Janáč
- 1.9.1980 Stanislav Česlík
- 7.4.1986 Josef Nižnanský
- 1.7.1986 Jan Janáč
- 1.9.1995 Jan Bečvář
- 1.8.1999 Bohuslav Bártek
- 1.7.2001 Josef Hurt
- 1.7.2010–31.12.2012 Grzegorz Marian Czyźewski,[3] administrátor excurrendo

Kromě kněží stojících v čele farnosti, působili ve farnosti v průběhu její historie i jiní kněží. Většinou pracovali jako farní vikáři, kaplani, katecheté, výpomocní duchovní aj.

## Území farnosti
Do farnosti náleželo území obcí:
- Střimice (Striemitz)[p 2] se Vsí sv. Václava (Taschenberg, Wencelsdorf,[p 2] latinsky Villa s. Wenceslai). Dnes Ves Svatého Václava patří do Starého Mostu, který je jednou z místních částí města Most.

## Římskokatolické sakrální stavby a místa kultu na území farnosti
| | Stavba                  | Místo                   | Bohoslužby              | Zeměpisné souřadnice             | Status                  |                         |                         |
| Zaniklé sakrální stavby | Zaniklé sakrální stavby | Zaniklé sakrální stavby | Zaniklé sakrální stavby | Zaniklé sakrální stavby          | Zaniklé sakrální stavby | Zaniklé sakrální stavby | Zaniklé sakrální stavby |
| --- | ----------------------- | ----------------------- | ----------------------- | -------------------------------- | ----------------------- | ----------------------- | ----------------------- |
| 1. | Kostel sv. Václava      | Starý Most              | nelze sloužit           | 50°31′43″ s. š., 13°38′33″ v. d. | zbořený farní kostel    |                         |                         |
| 2. | Kaple sv. Anny          | Střimice                | nelze sloužit           | 50°31′54″ s. š., 13°40′ v. d.    | zbořená kaple           |                         |                         |
| Některé drobné sakrální stavby a pamětihodnosti lze dohledat zde v databázi Drobné sakrální památky Zaniklé sakrální stavby lze dohledat zde v databázi Poškozené a zničené kostely, kaple a synagogy v České republice |                         |                         |                         |                                  |                         |                         |                         |

Ve farnosti se mohou nacházet i další drobné sakrální stavby, místa římskokatolického kultu a pamětihodnosti, které neobsahuje tato tabulka.